# Rockwell-MBB X-31
Rockwell-MBB X-31 – eksperymentalny, supermanewrowy samolot myśliwski z wektorowanym ciągiem, zdolny do wykonywania manewrów w locie z bardzo dużym kątem natarcia (również z nadkrytycznym kątem natarcia). Powstał jako efekt współpracy pomiędzy amerykańskim przedsiębiorstwem Rockwell International i niemiecką Messerschmitt-Bölkow-Blohm (MBB).

## Historia
Pod koniec lat 70. XX wieku, wraz z pojawieniem się nowoczesnych rakiet krótkiego zasięgu typu powietrze powietrze, zaczęto rozważać zmianę taktyki walki powietrznej na taką, która umożliwi przetrwanie na nowoczesnym polu walki. W wyniku przeprowadzonych symulacji okazało się, że w przypadku dwóch samolotów myśliwskich o podobnych możliwościach i osiągach, najniebezpieczniejsze jest spotkanie czołowe obu walczących maszyn. W takiej sytuacji, po wystrzeleniu rakiet przez obydwa samoloty, zniszczą się one wzajemnie. Szansę na zakończenia takiego starcia zwycięstwem będzie miał samolot zdolny do wykonania ciasnych zakrętów i wykonywania manewrów w bardzo szerokim zakresie prędkości. Maszyną spełniającą takie wymagania była konstrukcja inżynierów z Messerschmitt-Bölkow-Blohm. Stworzyli oni projekt samolotu ze sterem wysokości w dziobowej części kadłuba, przed skrzydłami (układ „kaczka”), i ze sterowaniem płaszczyzną ciągu silnika (ciąg wektorowany). Dzięki takiemu układowi samolot miał bardzo dobrą podłużną sterowność, również z wysokimi kątami natarcia, oraz możliwość sterowanego lotu nawet po przeciągnięciu wywołanym przekroczeniem krytycznego kąta natarcia skrzydła. Połączenie wektorowania ciągu i sterowania przechylenia lotkami pozwoliło stworzyć maszynę, której niewielki promień skrętu nie miał sobie równych wśród istniejących ówcześnie samolotów. Pracę nad supermanewrowym samolotem, podjęte przez Rockwell International, doprowadziły do osiągnięcia tych samych rezultatów co w Niemczech. Przeprowadzone badania, znane pod nazwą SNAKE (Super-Natural Kinetic Enhancement – Nadnaturalne Wspomaganie Kinetyczne) wykazały, że jedynie wektorowanie ciągu umożliwia uzyskanie bardzo wysokiej manewrowności samolotu. Wyniki prac przeprowadzonych w tunelu aerodynamicznym na modelu Grumman F-14 Tomcat, wyposażonym w układ wektorowania ciągu potwierdziły słuszność takich wniosków. W grudniu 1985 roku MBB i Rockwell zaprezentowały wyniki prac w Agencji Zaawansowanych Projektów Badawczych Obrony (DARPA) oraz w Ministerstwie Obrony Niemiec. Zapadła decyzja o wspólnym kontynuowaniu projektu przez obydwie firmy. W maju 1985 roku podpisano porozumienie o równym finansowaniu przedsięwzięcia przez obydwie firmy. Odpowiedzialność za końcowy montaż samolotu wziął na siebie Rockwell, on również odpowiadał za budowę kadłuba, usterzenie pionowe i układ sterowania fly-by-wire. MBB zaprojektował i zbudował skrzydło samolotu, płytowy mechanizm wektorowania ciągu oraz opracował ogólną koncepcję sterowania samolotem. Zbudowano dwa prototypy, BuNo 164584 i BuNo 164585. Pierwsze próby kołowania, rozbiegu i hamowania wykonano 3 października 1990 roku na lotnisku w Palmdale w Kalifornii. Osiem dni później, 11 października X-31 wzniósł się po raz pierwszy w powietrze, za sterami samolotu siedział szef zespołu oblatywaczy Rockwell International – Ken Dyson. Obydwa prototypy wykonały ponad pół tysiąca lotów. Pierwszy z nich rozbił się 19 stycznia 1995 roku w bazie Edwards. Wśród badań, jakim poddano samoloty w locie, były między innymi symulowane walki powietrzne z samolotem niemającym możliwości wektorowania ciągu silnika. Z 94 walk, które stoczył X-31 z McDonnell Douglas F/A-18 Hornet, 74 wygrał ten pierwszy, kilka pojedynków zostało nierozstrzygniętych. Dało to stosunek zestrzeleń 9,4:1 na korzyść X-31. W momencie, kiedy X-31 nie korzystał z wektorowania ciągu, F-18 miał przewagę w stosunku 2,4:1. Minusem X-31 w walce z klasycznym myśliwcem był niewielki nadmiar ciągu, gdy symulowano walki powietrzne X-31 z porównywalnym nadmiarem ciągu i jego wektorowaniem z klasycznymi myśliwcami, stosunek zestrzeleń na korzyść X-31 wyniósł 70:1. We wnioskach zawarto sugestię, że jedyną możliwością „wygrania” walki z samolotem supermanewrowym jest ucieczka na maksymalnym ciągu. Loty X-31 pozwoliły opracować nowe manewry powietrzne, nieosiągalne dla normalnych samolotów, były to między innymi manewr Herbsta, pętla śmigłowcowa, uderzenie młota, zawrót duże J i atak śmigłowcowy.

## Konstrukcja

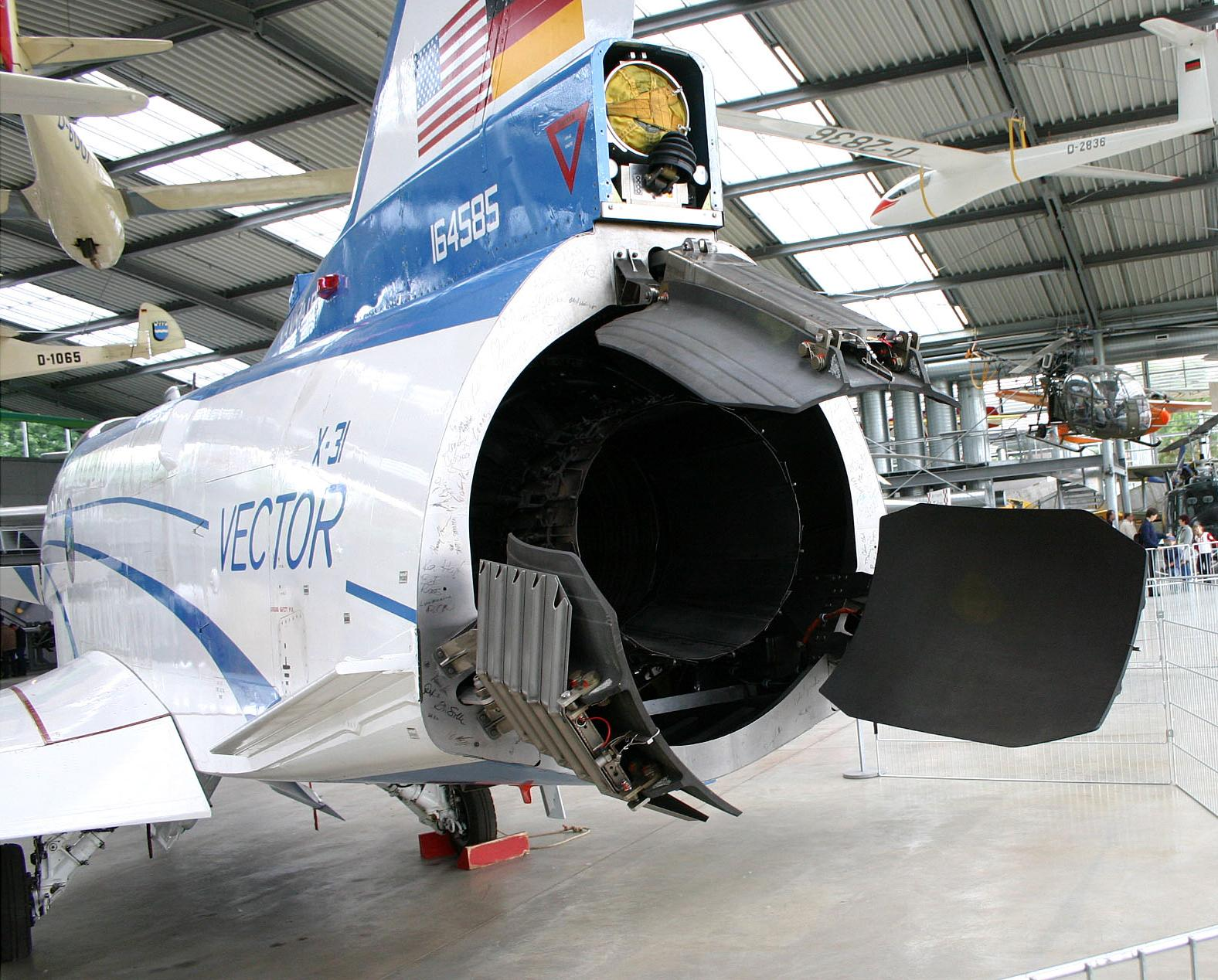
Klapy sterowania wektorem ciągu, nad dyszą wylotową silnika pojemnik ze spadochronem hamującym

Ideą przyświecającą konstrukcji X-31 było ograniczanie wydatków związanych z budową samolotu, dlatego skorzystano z dostępnych elementów i części. 43% masy pustego samolotu stanowiły części wykorzystane z F-18 i General Dynamics F-16 Fighting Falcon. Podwozie wzięto z Cessna Citation III, koła podwozia głównego z LTV A-7 Corsair II, koło podwozia przedniego z F-16, swój wkład miały również V-22 Osprey, Northrop F-5 Freedom Fighter i jego zmodernizowana wersja Northrop F-20 Tigershark oraz North American T-2 Buckeye. X-31 jest dolnopłatem ze sterem wysokości w dziobowej części kadłuba. Skrzydło o obrysie podwójnej delty ze specjalnie zaprojektowanym dla tego samolotu 5% profilem transsonicznym o bardzo zaokrąglonej krawędzi natarcia, ułatwia przechodzenie do lotu na dużych kątach natarcia. Skrzydło ma dwudzielne klapy, umieszczone zarówno na krawędzi natarcia, jak i na krawędzi spływu. Te ostatnie pełnią również funkcję lotek. Skrzydło jest pokryte kompozytem węglowym i – w odróżnieniu od wielu samolotów – nie ma w nim zbiorników paliwa. Główny i jedyny zbiornik paliwa znajduje się w kadłubie. Samolot napędzany jest pojedynczym silnikiem turbowentylatorowym General Electric F404-GE-400. Wlot powietrza do silnika znajduje się podobnie jak w F-16 pod kadłubem. Ilość powietrza dostarczanego do silnika regulowana jest dzięki ruchomej, dolnej powierzchni wlotu. Na wylocie silnika umieszczone są trzy, zbudowane z kompozytów węglowych, ruchome płyty wraz z siłownikami. Ich ruch zapewnia odchylanie (wektorowanie) strumienia wylotowego silnika w zakresie do 10° od osi podłużnej samolotu. Przednia część kadłuba pokryta jest kompozytem węglowym, środkowa i tylna blachą tytanową.

## Lot
Maksymalną siłę nośną samolot uzyskuje przy lotach z kątem natarcia w granicach od 32° do 39°. X-31 może lecieć, zachowując pełną zdolność sterowania lotem, przechyleniem i kursem, przy kącie natarcia do 80°.